# Riesenschnauzer
För liknande hundraser, se Schnauzer och pinscher.
Riesenschnauzern är en hundras från Tyskland. Den är den största schnauzern och brukshund. Namnet kommer av tyskans ord för jätte – Riese. I hemlandet hör den till de populäraste hundraserna.

## Historia
Riesenschnauzern härstammar inte från schnauzern egentligen utan är resultatet av medvetet avelsarbete för att få fram en stor brukshund med schnauzerutseende. Egentligen härstammar den från boskapshundar liknande bouvier des flandres som fanns runt boskapsmarknaderna i Stuttgart i Württemberg och München i Schwaben och Oberbayern. När boskapsskötseln rationaliserades försökte man runt sekelskiftet hitta nya funktioner för hundarna.
1908 deltog riesenschnauzern på hundutställning i München första gången och en rasstandard upprättades. 1913 började stambok föras. Rasen utvecklades till en storväxt, strävhårig och robust hund med stor lämplighet som en oöm och arbetsglad brukshund. 1925 godkändes den som polisiär tjänstehund.

## Egenskaper
Den är en allroundhund som är väl lämpad för de aktiviteter som en brukshund förväntas kunna utföra, och har gjort sig känd för sitt glada och livliga sätt. Några har använts som tjänstehundar inom polisen, och ett ansenligt antal används inom Räddningstjänsten och Försvarsmakten. Men för de allra flesta aktiva ägare fungerar den främst som sport- och tävlingshund, och självklart även som sällskapshund.
Stora framgångar har nåtts på SM och NM i bruksprov, och ett flertal har deltagit med goda resultat även på tjänstehunds-SM. Som draghund har rasen ett antal SM-vinster. För att få högre utmärkelser på hundutställning måste en riesenschnauzer ha meriter från bruksprov, tjänstehundscertifikat eller vara godkänd draghund.

## Utseende
Riesenschnauzern skall vara reslig, kvadratiskt bygg, kraftig och kompakt. Den ska se ut som en förstorad avbild av schnauzern och vara respektingivande. Den har sträv päls med tät underull. Tillåtna färger är svart och peppar och salt.